# Tarcetta
Tarcetta is een plaats (frazione) in de Italiaanse gemeente Pulfero.